# Malta Grand Prix 2001
Der Malta Grand Prix 2001 war ein Snookerturnier der Main-Tour-Saison 2000/01. Er wurde vom 21. bis 25. Februar im Mediterranean Conference Centre von Valletta ausgetragen. Zum zweiten Mal in Folge und zum dritten Mal insgesamt fand das Turnier in der Hauptstadt von Malta statt. Nachdem das Turnier im Vorjahr ein einziges Mal den Status eines Weltranglistenturniers gehabt hatte, war es diesmal wieder ein Einladungsturnier. Allerdings wurde es nicht wie in den 1990ern als reines Ausscheidungsturnier ausgetragen, sondern es bekam eine Gruppenphase.
Der Weltmeister und Weltranglistenerste Mark Williams erreichte wie schon im Vorjahr das Endspiel, verpasste aber wieder den Sieg. Stephen Hendry holte sich nach 1998 zum zweiten Mal den Titel. Er gewann mit 7:1, dem höchsten Ergebnis in der Turniergeschichte. Der Schotte erzielte außerdem im Finale das 42. Maximum Break der Snookergeschichte.
Es war die letzte Ausgabe des Malta Grand Prix. Danach wurde das Turnier eingestellt. Später im Jahr fanden an selber Stelle in Valletta die zur folgenden Saison gehörenden European Open statt. Ein maltesisches Turnier mit dem Namen Malta Cup gab es wieder ab 2005.

## Preisgeld
Mit dem Budget des Ranglistenturniers vom Vorjahr von 290.000 £ konnte das Turnier nicht mithalten. Immerhin waren die 36.000 £ im Preistopf deutlich mehr als das, was es in den 1990ern in Malta zu gewinnen gegeben hatte. Allerdings war es auch erheblich weniger, als andere Einladungsturniere zu bieten hatten, die in der Regel über 150.000 £ lagen.
| Platzierung    | Preisgeld |
| -------------- | --------- |
| Sieger         | 10.000 £  |
| Finale         | 5.000 £   |
| Halbfinale     | 3.000 £   |
| Gruppenzweiter | 2.000 £   |
| Gruppendritter | 1.500 £   |
| Höchstes Break | 1.000 £   |
| Insgesamt      | 36.000 £  |

## Gruppenphase
Das Turnier war prominent besetzt mit den Top 3 der Weltrangliste und insgesamt 9 Spielern aus den Top 16. Die übrigen drei Startplätze wurden an die besten einheimischen Spieler Tony Drago, Joe Grech und Alex Borg vergeben, die einzigen drei Spieler, die bei allen Ausgaben des Malta Grand Prix dabei gewesen waren.
Die 12 Teilnehmer wurden auf 4 Gruppen verteilt, in denen jeweils Jeder gegen Jeden spielte. Die vier Gruppensieger kamen dann weiter ins Halbfinale der Ausscheidungsrunde. Die Gruppenspiele wurden auf 5 Gewinnframes (Modus Best of 9) gespielt. Im Halbfinale und Finale erhöhte es sich jeweils um einen Gewinnframe.
In drei Gruppen setzten sich die Favoriten durch. Das waren auch die ersten 3 der Weltrangliste. Nur in Gruppe C besiegte der Weltranglistenneunte Fergal O’Brien den höher eingestuften Stephen Lee und kam an seiner Stelle weiter. Die einheimischen Spieler blieben sieglos, nur Tony Drago, immerhin Nummer 26 der Welt, gelang ein Sieg gegen den 12 Plätze höher stehenden Paul Hunter.
| Sp. | Anzahl der absolvierten Spiele                   |
| SG  | Anzahl der gewonnenen Spiele                     |
| FG  | Anzahl der gewonnenen Frames                     |
| FV  | Anzahl der verlorenen Frames                     |
| FD  | Frame-Differenz                                  |
|     | Die vier Gruppensieger zogen ins Halbfinale ein. |

### Gruppe A
Tabelle:
| Rang | Spieler         | Sp. | SG | FG | FV | FD |
| ---- | --------------- | --- | -- | -- | -- | -- |
| 1    | Stephen Hendry  | 2   | 2  | 10 | 4  | +6 |
| 2    | Matthew Stevens | 2   | 1  | 8  | 8  | ±0 |
| 3    | Joe Grech       | 2   | 0  | 4  | 10 | −6 |

Gruppenspiele:
| Spiel | Spieler 1       | Ergebnis | Spieler 2       |
| ----- | --------------- | -------- | --------------- |
| 1     | Stephen Hendry  | 15:15    | Joe Grech       |
| 2     | Matthew Stevens | 35:35    | Joe Grech       |
| 3     | Stephen Hendry  | 35:35    | Matthew Stevens |

### Gruppe B
Tabelle:
| Rang | Spieler      | Sp. | SG | FG | FV | FD |
| ---- | ------------ | --- | -- | -- | -- | -- |
| 1    | John Higgins | 2   | 2  | 10 | 2  | +8 |
| 2    | Ken Doherty  | 2   | 1  | 7  | 6  | +1 |
| 3    | Alex Borg    | 2   | 0  | 1  | 10 | −9 |

Gruppenspiele:
| Spiel | Spieler 1    | Ergebnis | Spieler 2   |
| ----- | ------------ | -------- | ----------- |
| 1     | John Higgins | 05:05    | Alex Borg   |
| 2     | Ken Doherty  | 15:15    | Alex Borg   |
| 3     | John Higgins | 25:25    | Ken Doherty |

### Gruppe C
Tabelle:
| Rang | Spieler        | Sp. | SG | FG | FV | FD |
| ---- | -------------- | --- | -- | -- | -- | -- |
| 1    | Fergal O’Brien | 2   | 2  | 10 | 7  | +3 |
| 2    | Stephen Lee    | 2   | 1  | 9  | 8  | +1 |
| 3    | Joe Swail      | 2   | 0  | 6  | 10 | −4 |

Gruppenspiele:
| Spiel | Spieler 1      | Ergebnis | Spieler 2      |
| ----- | -------------- | -------- | -------------- |
| 1     | Stephen Lee    | 35:35    | Joe Swail      |
| 2     | Fergal O’Brien | 35:35    | Joe Swail      |
| 3     | Stephen Lee    | 54:54    | Fergal O’Brien |

### Gruppe D
Tabelle:
| Rang | Spieler       | Sp. | SG | FG | FV | FD |
| ---- | ------------- | --- | -- | -- | -- | -- |
| 1    | Mark Williams | 2   | 2  | 10 | 4  | +6 |
| 2    | Tony Drago    | 2   | 1  | 7  | 8  | −1 |
| 3    | Paul Hunter   | 2   | 0  | 5  | 10 | −5 |

Gruppenspiele:
| Spiel | Spieler 1     | Ergebnis | Spieler 2   |
| ----- | ------------- | -------- | ----------- |
| 1     | Mark Williams | 25:25    | Tony Drago  |
| 2     | Paul Hunter   | 53:53    | Tony Drago  |
| 3     | Mark Williams | 25:25    | Paul Hunter |

## Endrunde
Im Halbfinale spielten jeweils zwei Gruppensieger gegeneinander. Die Sieger der beiden Partien bestritten dann das Finale. Mit Mark Williams und Stephen Hendry setzten sich die Nummer 1 und die Nummer 3 der Welt durch.
|  | Halbfinale Best of 11 Frames | Halbfinale Best of 11 Frames | Halbfinale Best of 11 Frames |  |  | Finale Best of 13 Frames | Finale Best of 13 Frames | Finale Best of 13 Frames |
|  |                              |                              |                              |  |  |                          |                          |                          |
|  |                              |                              |                              |  |  |                          |                          |                          |
|  | A1                           | Stephen Hendry               | 6                            |  |  |                          |                          |                          |
|  | B1                           | John Higgins                 | 4                            |  |  |                          |                          |                          |
|  |                              |                              |                              |  |  | A1                       | Stephen Hendry           | 7                        |
|  |                              |                              |                              |  |  | D1                       | Mark Williams            | 1                        |
|  | C1                           | Fergal O’Brien               | 4                            |  |  |                          |                          |                          |
|  | D1                           | Mark Williams                | 6                            |  |  |                          |                          |                          |
|  |                              |                              |                              |  |  |                          |                          |                          |

### Finale
Eigentlich war Mark Williams als amtierender Weltmeister und Weltranglistenerster klarer Favorit gegen Stephen Hendry. Seit seiner Finalniederlage beim Malta Grand Prix im Vorjahr hatte er drei Turniere gewonnen und vier weitere Male im Finale gestanden. Hendry hatte zwar auch dreimal ein Finale erreicht, aber seit fast eineinhalb Jahren hatte er kein Turnier mehr gewonnen, so lange wie noch nie seit seinem ersten Turniersieg 1986. Zuletzt hatte Williams das Thailand Masters 2000 gegen Hendry gewonnen.
Williams machte auch den ersten Punkt, danach spielte aber nur noch der Schotte. Mit hohen Breaks sicherte er sich die nächsten 3 Frames bis zur Pause, Höhepunkt war der dritte Frame, in dem ihm ein Maximum Break gelang. Es war überhaupt erst das dritte 147er-Break in einem Finale der Profitour, alle drei hatte Hendry erzielt. Nach der Pause gewann er drei weitere Frames und war beim Stand von 6:1 nur noch einen Frame vom Sieg entfernt. Williams war nicht chancenlos, aber Hendry konnte auch die umkämpften Frames letztlich immer für sich entscheiden. Das galt auch für Frame Nummer 8, in dem der Waliser zwar 50 Punkte machen konnte, Hendry aber am Ende 59 Punkte für sich stehen hatte. Mit 7 gewonnenen Frames in Folge endete die Partie 7:1 zu seinen Gunsten. Damit wiederholte er seinen Erfolg von 1998. Vor ihm hatte nur Ken Doherty das Turnier zweimal gewonnen.
| Finale: Best of 13 Frames Schiedsrichter/in: Paul Galea Mediterranean Conference Centre, Valletta, Malta, 25. Februar 2001 |                |               |
| Stephen Hendry | 7:1            | Mark Williams |
| 20:75, 74:41 (57), 147:0 (147), 79:35 (70), 61:46 (56), 77:0, 87:7 (87), 59:50                                             |                |               |
| 147 | Höchstes Break | –             |
| 1 | Century-Breaks | –             |
| 5 | 50+-Breaks     | –             |

## Century-Breaks
7 Breaks von 100 oder mehr Punkten wurden in den 15 Matches erzielt, alleine Stephen Hendry schaffte 4 Centurys. Im Finale gelang ihm sogar das „perfekte Break“ von 147 Punkten. Es war das einzige Maximum Break der Turniergeschichte. Für den Schotten war es aber bereits das achte in seiner Karriere und insgesamt war es das 42. offizielle Maximum im Profisnooker. Es gab zwar keine hohe Prämie, aber immerhin erhielt Hendry noch einmal 1.000 £ extra für den Erfolg.
| Stephen Hendry | 147, 118 (2×), 100 |
| Ken Doherty    | 131, 115           |
| Fergal O’Brien | 112                |